# Opiano de Apameia
Opiano de Apameia ou Opiano da Síria (em grego clássico: Ὀππιανός) foi um poeta greco-romano que viveu em Apameia, província romana da Síria c. século III d.C.. Foi autor de dois poemas didáticos: um sobre a caça, Cinegética, em quatro livros; e outro sobre a pesca, Haliêutica, em cinco volumes.
No passado era confundido com o seu homónimo do século II d.C., Opiano de Córico (ou de Anazarbo), que viveu numa dessas  cidades da Cilícia.
Segundo o autor português Antonio Cardoso Borges Figueiredo a primeira obra é inteiramente destituída de espírito poético e possível obra de autor mais recente, ao passo que a segunda "distingue-se pela feliz escolha do assunto, e por uma brilhante execução".

## Citação
| “ | Minta (Menta), dizem os homens, era uma donzela do mundo subterrâneo, a Ninfa do Cócito, e ela deitava-se no leito de Aidoneus (Hades); mas quando ele raptou a jovem Perséfone no monte Aitnaian [na Sicília], então ela protestou em voz alta com palavras arrogantes e enlouquecida pelo ciúme estúpido, e Deméter espezinhou-a com os pés, destruindo-a. Pois ela havia dito que era mais nobre de forma e mais excelente em beleza do que s Perséfone de olhos negros, e gabou-se que Aidoneus voltaria para ela e baniria os demais de seus salões: tal paixão caiu sobre sua própria língua. E da terra ramificou-se na frágil erva que leva seu nome. | ” |
|   | — Haliêutica 3,485. |   |